# Leucophlebia formosana
Leucophlebia formosana är en fjärilsart som beskrevs av Clark 1936. Leucophlebia formosana ingår i släktet Leucophlebia och familjen svärmare. Inga underarter finns listade i Catalogue of Life.